# Kasteel van Schoeneck
Het Kasteel van Schœneck (Frans: Château de Schœneck) is een kasteel in de Franse gemeente Dambach. Het kasteel, waarschijnlijk gebouwd aan het einde van de 12e eeuw, ligt op een rotsachtige top op een hoogte van 380 m. Het werd gebouwd op instigatie van de Hohenstaufen om struikrovers te verdrijven die het gebied als toevluchtsoord gebruikten. Het werd vernietigd in 1280, werd herbouwd in 1286 en werd in 1287 eigendom van de bisschop van Straatsburg, bondgenoot van de Habsburgers. Hij vertrouwde het onderhoud toe aan de heren van Lichtenberg en gaf het in leen aan de familie Schoeneck.
Daarna werd het kasteel verbouwd tussen 1335 en 1390 om het aan te passen aan de evolutie van de artillerie. Het werd gemoderniseerd tussen 1545 en 1547 door de heren Exkbrecht van Durckheim, die het leen in handen hielden tot 1517. Het kasteel werd uiteindelijk in 1680 verwoest door Franse troepen, op bevel van Lodewijk XIV, en na de Franse revolutie werden de ruïnes gekocht door de familie Dietrich.
Het kasteel werd ingeschreven als monument historique in 1984.
Zie ook: Heerlijkheid Schœneck